# Muspellheim

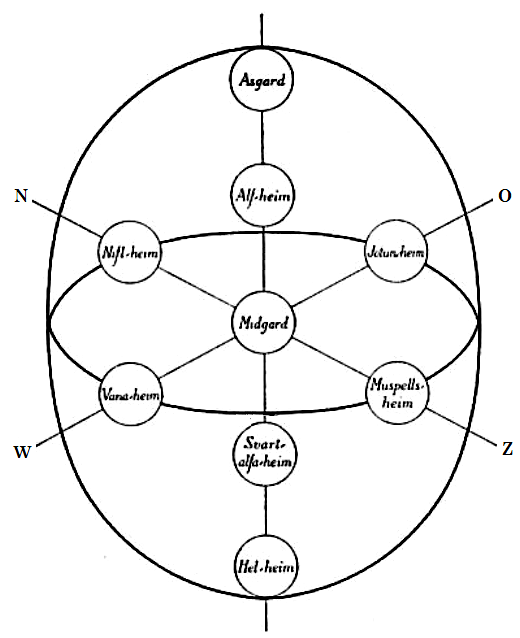
Représentation de l'organisation de l'Yggdrasil, le Muspellheim est en bas à droite.

Muspellheim est, dans la mythologie nordique, le monde du feu, royaume du géant Surt, qui détruira les neuf mondes de son épé.
C'est l'un des deux lieux originaux de l'univers, l'autre étant Niflheim. Les flammes de ce monde contribuèrent à remplir le chaos (Ginnungagap) en créant Ymir et Audhumla, la vache primordiale.
Comme les huit autres mondes, Muspellheim est supporté par l'Yggdrasil, l'arbre des mondes.
On retrouve peu de textes évoquant Muspellheim, hormis pour parler de la genèse ou de Ragnarök.

## Interprétation
L'eschatologie à laquelle est attachée le nom du Muspilli allemand, avec son parallèle saxon et son emprunt scandinave (les fils de Muspell du Ragnarök) semble, selon Jean Haudry, étrangère à la tradition indo-européenne.

## Au cinéma
• L'introduction du film Thor : Ragnarok se déroule en Muspellheim. Le dieu du tonnerre y rencontre Surtur et affronte une armée de monstres de feu.

## Dans lesjeux vidéo
- Le jeu Dark Age of Camelot ayant repris la mythologie nordique pour les noms des zones du royaume de Midgard, Muspellheim y est une zone de niveau intermédiaire volcanique peuplée principalement de géants de feu.

- Le jeu Bayonetta 2 comprend des portails disséminés à travers ses chapitres, menant pour certains vers une dimension alternative : Muspelheim. On peut y relever des défis tel des combats contre-la-montre, à vie limitée etc.

- Le jeu Battlestar Galactica Online a repris la mythologie nordique : Muspell est un système à haut niveau.

- Le jeu Thor, inspiré du film homonyme de Marvel, présente tout un niveau se déroulant dans Muspellheim. Le joueur y contrôle Thor qui doit empêcher les démons de feu de Muspellheim de se rendre dans Midgard, le monde des hommes, que Thor s'est juré de protéger.

- Muspellheim constitue la zone finale du jeu Titan Quest: Ragnarök.

- Dans le jeu God of War, Muspellheim est une zone annexe rassemblant diverses épreuves sous la forme de vagues d'ennemis à combattre sous certaines contraintes, comme un temps limité ou des ressources particulières.
- Dans Fire Emblem Heroes, s'appuyant sur les mondes de la mythologie nordique, Múspell est le nom du royaume des flammes et de son dieu fondateur.